# Eleccions legislatives búlgares de 1994
Les eleccions legislatives búlgares de 1994 se celebraren el 17 de desembre de 1994 per a renovar els 240 membres de l'Assemblea Nacional de Bulgària. El vencedor fou la coalició liderada pel Partit Socialista Búlgar i el seu cap de llista Jan Vasliev Videnov, fou nomenat primer ministre de Bulgària.
Resultats de les eleccions de 17 de desembre de 1994 per a renovar l'Assemblea Nacional de Bulgària 
| Coalicions i partits              | Coalicions i partits | Vots      | %     | Escons |
| --------------------------------- | --- | --------- | ----- | ------ |
|                                   | Esquerra Democràtica (Demokratichna levitsa ) - Partit Socialista Búlgar (Bălgarska Socialističeska Partija) - Unió Popular Agrària Búlgara Aleksander Stamboliski (Bălgarski Zemedelski Naroden Săjuz "Aleksandăr Stambolijski") - Club Polític Ecoglasnost (BK Ekoglasnost) | 2.262.943 | 43,50 | 125    |
|                                   | Unió de Forces Democràtiques (Săjuz na Demokratičnite Sili) | 1.260.374 | 24,23 | 69     |
|                                   | Unió Popular (Naroden Sajuz) - Partit Democràtic (Demokratičeska Partija) - Unió Popular Agrària Búlgara-Units (Bălgarski Zemedelski Naroden Săjuz-Obedinen) | 338.478   | 6,51  | 18     |
|                                   | Moviment pels Drets i les Llibertats (Dviženie za Prava i Svobodi) | 283.094   | 5,44  | 15     |
|                                   | Bloc d'Empresaris Búlgars (Bulgarska biznes blok) | 245.849   | 4,73  | 13     |
|                                   | Alternativa Democràtica per la República (Demokratichna Alternativa za Republikata) | 197.057   | 3,79  | -      |
|                                   | Partit Comunista Búlgar - (Bulgarska Komunisticeska Partija) | 78.606    | 1,51  | -      |
|                                   | Unió Nova Elecció - (Sajuz Nov izbor) | 77.641    | 1,49  | -      |
|                                   | Aliança Patriòtica – (Patriotičen Sajuz) | 74.350    | 1,43  | -      |
|                                   | Federació Regne Búlgar – (Koalicija Federacija Carstvo Balgarija) | 73.250    | 1,41  | -      |
|                                   | Total (participació 75,23%) | 5.264.614 | 100.0 | 240    |
| Vots nuls                         | Vots nuls | 62.549    |       |        |
| Vots vàlids                       | Vots vàlids | 5.202.065 |       |        |
| Vots registrats                   | Vots registrats | 6.997.954 |       |        |
| Font: Arxiu Electoral d'Adam Carr | |           |       |        |